# Hory mají oči 2
Hory mají oči 2 (orig. The Hills Have Eyes 2) je pokračování amerického hororu Hory mají oči, který je remakem filmu The Hills Have Eyes. Film z roku 2007 sleduje osudy několika vojáků, kteří bojují o přežití s mutanty žijícími na staré vojenské základně v Novém Mexiku. Snímek režíroval Němec Martin Weisz a scénář napsali otec a syn Wes a Jonathan Cravenovi.

## Příběh
Film začíná scénou, ve které uvězněná žena porodí dítě a pak ji zabije mutant Papa Hades. Následuje ukázka práce vojenských vědců, kteří v horách, kde se odehrával předchozí film, instalují elektronický dozor. Vědci jsou pak postupně zabiti.
Skupina vojáků trénuje při simulaci boje v Afghánistánu, vyjdou najevo slabiny jednotlivých členů skupiny a jejich nesoudržnost. Jejich velitel je za selhání napomene a řekne jim, že dostali za úkol dodat zásoby vědcům pracujícím v tajné oblasti. 
Když přijedou na základnu, nenaleznou žádné známky po tom, že by tam byli vědci, až dostanou zkreslenou zprávu z hor. Velitel rozhoduje o záchranné misi, Napoleon a Amber zůstávají na základně. Ti tam naleznou jednoho z vědců, který vyleze z mobilní toalety a zemře poté, co je varuje před nebezpečím. Krátce nato shoří jejich vozidlo a zmizí jejich zbraně. Amber začne utíkat k ostatním do kopců, ale je napadena jedním z mutantů. Mickey se kvůli zranění vrací od ostatních a mutanta střelí, ten pak zmizí v jedné z podzemních děr. Když Mickey přijde blíže k Amber, ruka ho stáhne dolů do díry. Napoleon a Amber získají zpět jeho zbraň a rozhodnou se vydat ke zbytku skupiny.
Jakmile se Amber a Napoleon připojí ke skupině, napadne je další mutant a Spitter omylem zastřelí velitele. Rozhodnou se jít zpátky a Spitter chce dobrovolně odnést velitelovo tělo, protože se cítí odpovědný za jeho smrt. Ze skály se rozhodnou slanit, ale provaz se Spitterem a velitelovým tělem někdo z mutantů přestřihne a oba spadnou dolů. Vojákům nezbude než najít jinou pozemní cestu. Narazí na zraněného plukovníka, který jim řekne nějaké podrobnosti o mutantech, že si ponechávají ženské oběti naživu, aby jim porodily nové mutanty a že zpátky dolů se dostanou jen přes doly. Plukovník se pak zastřelí.
Díky léčce se vojáci dostanou do podzemí, ale Missy je unesena jedním mutantem a Stump se rozhodne opustit skupinu a slanit se po skále a dovést pomoc. Ostatní pokračují tunely pod vedením Delmara. Napoleon a Amber se od skupiny oddělí poté, co propadnou skrytou šachtou.
Missy je mezitím znásilněna mutantem Chameleonem, bráni se mu a ukousne mu kus jazyka. Pak ale do místnosti vejde Papa Hades, kterého se Chameleon lekne a uteče. Hades Missy vysvlékne a brutálně znásilní.
Chameleon pak napadne Napoleona a Amber, Napoleon ho zabije kusem skály. Objeví se tam také slepý mutant, který vycítí Chameleonovo mrtvé tělo. Napoleon a Amber před ním uniknou šachtou za pomoci pasivního mutanta. Zbytek skupiny, Delmar a Crank, pokračují. Delmar je napaden slepým mutantem, kterého pak Crank zabije. Delmar tvrdí, že je to jen zranění ramene, a oba pokračují. Napoleon jim ukáže průchod a mutant jim naznačí, aby ho následovali. Hades zatím ve skladu znásilňuje nahou Missy. Cestou Delmar zemře, měl vážnější zranění, než jen pouze ramene. Ostatní ale vezmou jeho tělo s sebou. Mutant je dovede k východu, když se Amber rozhodne, že se musejí vrátit pro Missy. Když Amber přesvědčí Napoleona, aby šel s ní, Crank najde dynamit. Crank ale při jeho přesunu způsobí explozi, která ho zabije a upoutá pozornost Hadese.
Po vraždě dalšího mutanta, naleznou Napoleon a Amber místnost, kde je Missy. Objeví se tam ale Hades a začne boj. Amber najde poslední náboj a střelí ho do hlavy, ale on přežívá a boj pokračuje, ačkoli mu mozek teče z hlavy. Missy ho ale udeří kladivem do varlat a vojáci konečně boj vyhrávají.
Tři přeživší vojáci jdou za světlem, které považují za východ. Text ale prozradí, že žádný z vojáků nebyl nalezen a jsou v současnosti považováni za zběhy a armáda odmítá přiznat, že oblast s mutanty existuje. Film končí scénou, ve které mutantí ruka bouchne do monitoru, který patří vědcům ze začátku filmu.

## Obsazení
| Jessica Stroup       | Amber      |
| Daniella Alonso      | Missy      |
| Michael McMillian    | Napoleon   |
| Jacob Vargas         | Crank      |
| Lee Thompson Young   | Delmar     |
| Ben Crowley          | Stump      |
| Eric Edelstein       | Spitter    |
| Flex Alexander       | Sarge      |
| Reshad Strik         | Mickey     |
| David Reynolds       | Hansel     |
| Michael Bailey Smith | Papa Hades |
| Tyrell Kemlo         | Stabber    |
| Gáspár Szabó         | Grabber    |
| Derek Mears          | Chameleon  |
| Jason Oettle         | Letch      |

## Produkce
Hory mají oči 2 se začaly natáčet v létě 2006 ve Warzazátu v Maroku, kde se natáčel i první díl. Ačkoli původní film z roku 1977 měl také pokračování, Hory mají oči 2 nejsou jeho remakem.
Myšlenka na pokračování napadla Wese Cravena při rozhovoru s producentem Peterem Lockem. Cravena napadlo, že postava z předchozího filmu Brenda, kterou ztvárnila Emilie de Ravin, by se přidala k Národní gardě, protože je traumatizovaná z předchozích události a chce se zbavit svého strachu. Během tréninku měl Brendě zavolat její seržant a říci jí, že armáda posílá tým do Nového Mexika, aby zlikvidoval zbytek mutantů, a že ji potřebuje, protože je jediná známá živá osoba, která zná polohu jejich domova. Protože byla de Ravin ale součástí projektu televizního seriálu Ztraceni, nemohla do svého plánu natáčení filmu začlenit. Craven tedy její postavu nahradil, ale většinu z původní myšlenky použil